# Eutrichosomatidae
Die Eutrichosomatidae bilden eine Hautflüglerfamilie innerhalb der Überfamilie der Erzwespen (Chalcidoidea).

## Taxonomie
Die Familie Eutrichosomatidae wurde 1951 von Oswald Peck eingeführt. 1974 wurde diese von Bouček zu einer Unterfamilie innerhalb der Pteromalidae herabgestuft. Aufgrund molekularbiologischer und morphologischer Untersuchungen gliederten Zhang et al. im Jahr 2022 die Unterfamilie aus den Pteromalidae aus und erhoben die Gruppe erneut in den Familienrang. Die Eutrichosomatidae bilden gemeinsam mit den Chrysolampidae, Eucharitidae und Perilampidae die so genannte „Planidia-Klade“. Die Typusgattung ist Eutrichosoma Ashmead, 1899.

## Merkmale
Die Larven im ersten Larvenstadium sind planidial, also stark sklerotisiert mit funktionalen Beinen oder anderen Hilfsmitteln, sich fortzubewegen.

## Verbreitung
Die Eutrichosomatidae sind in der Neuen Welt sowie in Australien verbreitet.

## Lebensweise
Von Eutrichosoma mirabile ist bekannt, dass sie samenfressende Rüsselkäfer aus den Gattungen Auleutes und Smicronyx parasitiert. Die Eier werden an den Samenkapseln der Wirtspflanzen der Rüsselkäfer abgelegt, wo schon Wirtseier oder Wirtslarven vorhanden sind. Die Parasitenlarven sind koinobionte Ektoparasiten. Sie haften sich anterodorsal an den Körper ihrer Wirtslarven. Die Parasitenlarve muss sich bei der Häutung ihres Wirts von diesem lösen, um sich später erneut an diesen oder eine andere Wirtslarve zu haften. Vermutlich bleibt die Parasitenlarve so lange an der Wirtslarve, bis diese die Wirtspflanze verlässt, um sich im Boden zu verpuppen.
Von Peckianus laevis sind als Wirte Vertreter der Gattung Apion aus der Familie Brentidae bekannt. Die Lebensweise  von Collessina pachyneura ist bisher noch unbekannt.

## Innere Systematik
Die Eutrichosomatidae umfassen folgende Gattungen:
- Collessina Boucek, 1975 – 1 Art (C. pachyneura); Australien
- Eutrichosoma Ashmead, 1899 – 3 Arten; Nearktis, Neotropis
- Peckianus Boucek, 1975 – 1 Art (P. laevis); Nearktis, Neotropis